# N-221
La N-221 era una autovía española que servía de acceso norte a Valencia, iniciaba su recorrido en el enlace con la Autovía del Mediterráneo junto a la población de Puzol y finalizaba en la ciudad de Valencia pasando por El Puig, Puebla de Farnáls, Masalfasar, Meliana, Almácera y Alboraya.
Fue renombrada como V-21, y por tanto la N-221 ha sido descatalogada.

## Historia
La N-221 en un principio formaba parte de la Autopista del Mediterráneo que debido a la construcción del by-pass de Valencia el tramo entre Puzol y Valencia fue renombrado en 1990 como N-221. Actualmente ha sido renombrado otra vez como V-21.

## Trazado actual
La V-21 es un itinerario muy concurrido, sobre todo, por el transporte de mercancías que se dirige hacia el Puerto y que procede de la provincia de Castellón. Inicia su recorrido en el enlace con la A-7, AP-7 y la V-23. Bordea Puzol. A continuación, bordea la localidad de El Puig. Después, se va hacia el litoral bordeando las playas de El Puig y de Puebla de Farnals. También bordea el pólígono industrial de Masalfasar y Masamagrell (donde enlaza con la CV-32), y, Albuixech, y sigue por el litoral hasta llegar a Port Saplaya, donde la circunvala y tras pasarla, pasa por encima el Barranco del Carraixet. Tras hacer esto, ya gira a la derecha y tras no pasar por el barrio y playa de La Patacona, llega finalmente a su destino: Valencia, más concretamente, a la Avenida de Cataluña.

## Recorrido
| Velocidad | Esquema | Salida | Sentido Valencia (descendente)                                                                                 | Sentido A-7 (ascendente)                                                                                       | Notas |
| --------- | ------- | ------ | --- | --- | ----- |
|           |         |        | | A-7 N-340 Castellón - Barcelona                                                                                |       |
|           |         |        | N-221 Acceso norte a Valencia                                                                                  | |       |
|           |         | 1b 1a  | | N-340 Puzol norte N-340 Sagunto - Puerto de Sagunto N-234 Teruel - Zaragoza                                    |       |
|           |         | 2      | | Puzol este - Playa de Puzol                                                                                    |       |
|           |         | 5      | El Puig - Playa del Puig                                                                                       | El Puig - Playa del Puig                                                                                       |       |
|           |         | 9      | CV-32 Masalfasar - Puebla de Farnals - Masamagrell - Museros                                                   | CV-32 Masalfasar - Puebla de Farnals - Masamagrell - Museros                                                   |       |
|           |         | 14     | VV-7002 Almácera - Alboraya - Port Saplaya                                                                     | VV-7002 Almácera - Alboraya - Port Saplaya                                                                     |       |
|           |         | 18     | bulevar norte tránsitos - Valencia norte c/ Dr. Vicente Zaragoza avda. de los Naranjos Universidad Politécnica | bulevar norte tránsitos - Valencia norte c/ Dr. Vicente Zaragoza avda. de los Naranjos Universidad Politécnica |       |
|           |         |        | | N-221 Acceso norte a Valencia                                                                                  |       |
|           |         |        | avda. Cataluña Valencia                                                                                        | |       |